# Østjyske Motorvej
De Østjyske Motorvej (Nederlands: Oost-Jutlandse autosnelweg) is een autosnelweg in Denemarken, die begint bij Aarhus en via Horsens naar de Nieuwe Kleine Beltbrug bij Fredericia loopt. Vanaf Aarhus loopt de autosnelweg verder richting Aalborg als Nordjyske Motorvej. Bij Fredericia sluit de Østjyske Motorvej aan op de Sønderjyske Motorvej en Fynske Motorvej.
Administratief is het overgrote gedeelte van de Østjyske Motorvej (Knooppunt Fredericia - Knooppunt Århus Nord) genummerd als M60. Alleen het deel tussen de Nieuwe Kleine Beltbrug en Knooppunt Fredericia staat bekend onder het nummer M40. Op de bewegwijzering worden de Europese nummers E45, op een klein deel E20, gebruikt.

## Geschiedenis
Het eerste gedeelte van de Østjyske Motorvej werd in 1977 voor het verkeer opengesteld. De laatste gedeelten rond Fredericia en Århus in 1994.